# Kreis Cosel

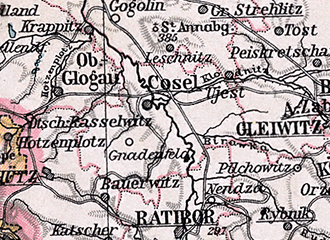
Der Kreis Cosel auf einer Karte aus dem Jahr 1905

Der Kreis Cosel war ein preußischer Landkreis in Oberschlesien, der in den Jahren 1743 bis 1945 bestand. Seine Kreisstadt war die Stadt Cosel. Der Eisenbahnknotenpunkt Heydebreck (Oberschles.) war in den 1930er Jahren mit rund 6000 Einwohnern nach Cosel die zweitgrößte Gemeinde des Landkreises. Das ehemalige Kreisgebiet liegt heute in der polnischen Woiwodschaft Oppeln.

## Verwaltungsgeschichte
Nach der Eroberung des größten Teils von Schlesien wurden von König Friedrich II. im Jahr 1742 in Niederschlesien und 1743 auch in Oberschlesien preußische Verwaltungsstrukturen eingeführt. Dazu gehörte die Einrichtung zweier Kriegs- und Domänenkammern in Breslau und Glogau sowie deren Gliederung in Kreise und die Einsetzung von Landräten. Die Ernennung der Landräte in den oberschlesischen Kreisen erfolgte auf einen Vorschlag des preußischen Ministers für Schlesien Ludwig Wilhelm von Münchow hin, dem Friedrich II. im Februar 1743 zustimmte.
Im Fürstentum Oppeln, einem der schlesischen Teilfürstentümer, wurden aus den alten schlesischen Weichbildern preußische Kreise gebildet, darunter auch der Kreis Cosel. Als erster Landrat des Kreises Cosel wurde Franz Josef von Schultzendorff eingesetzt. Der Kreis unterstand zunächst der Kriegs- und Domänenkammer Breslau und wurde im Zuge der Stein-Hardenbergischen Reformen dem Regierungsbezirk Oppeln der Provinz Schlesien zugeordnet.
Bei der Kreisreform vom 1. Januar 1818 im Regierungsbezirk Oppeln erhielt der Kreis Cosel
- vom Kreis Groß Strehlitz die Dörfer Januschkowitz, Raschowa, Rokitsch und Wielmirzowitz
- vom Kreis Ratibor die Dörfer Autischkau, Dobischau, Dobroslawitz, Matzkirch und Warmunthau sowie
- vom Kreis Tost die Dörfer Alt Cosel, Birawa, Brzezetz, Goschütz, Kandrzin, Klein Althammer, Lenartowitz, Libischau, Lichnia, Medar und Blechhammer, Miesce, Ortowitz, Pogorzeletz, Sackenhoym und Slawentzitz.[6]

Zum 8. November 1919 wurde die Provinz Schlesien aufgelöst und aus dem Regierungsbezirk Oppeln die neue Provinz Oberschlesien gebildet.
In der Volksabstimmung in Oberschlesien am 20. März 1921 votierten im Kreis Cosel 75,2 % der Wähler für den Verbleib bei Deutschland und 24,8 % für eine Abtretung an Polen.
Zum 1. Januar 1927 wurden die Landgemeinden Ehrenfeld, Habicht und Mosurau sowie die Gutsbezirke Dollendzin, Habicht und Mosurau aus dem Kreis Cosel in den Landkreis Ratibor umgegliedert. Ende der 1920er Jahre fand im Kreis Cosel wie im übrigen Freistaat Preußen eine Gebietsreform statt, bei der fast alle Gutsbezirke aufgelöst und benachbarten Landgemeinden zugeteilt wurden. Am 1. April 1938 wurden die preußischen Provinzen Niederschlesien und Oberschlesien zur neuen Provinz Schlesien zusammengeschlossen. Zum 18. Januar 1941 wurde die Provinz Schlesien aufgelöst und aus den Regierungsbezirken Kattowitz und Oppeln die neue Provinz Oberschlesien gebildet.
Im Januar 1945 eroberte die Rote Armee das Kreisgebiet und unterstellte es im März der Verwaltung der Volksrepublik Polen. Im Kreisgebiet begann darauf der Zuzug von Polen, die zum Teil aus den an die Sowjetunion gefallenen Gebieten östlich der Curzon-Linie kamen. In der Folgezeit wurde die eingesessene Bevölkerung des Kreisgebiets einer Verifizierung unterzogen, was für den größten Teil die Vertreibung bedeutete; der noch verbliebenen wurde der Gebrauch der deutschen Sprache verboten.

## Einwohner
Von den Bewohnern des Kreises gehörten im Jahr 1939 der katholischen Konfession 96 % und der evangelischen 4 % an. Der Anteil der polnischsprechenden Bewohner lag um das Jahr 1890 bei 82,0 % und sank bis 1900 auf 73,7 %.
Bei der Volkszählung von 1910 bezeichneten sich 75 % der Einwohner des Kreises Cosel als rein polnischsprachig und 22 % als rein deutschsprachig.

## Einwohnerentwicklung
| Jahr | Einwohner | Quelle |
| ---- | --------- | ------ |
| 1795 | 24.261    | [ 11 ] |
| 1819 | 26.883    | [ 12 ] |
| 1846 | 35.256    | [ 13 ] |
| 1871 | 64.984    | [ 14 ] |
| 1885 | 68.486    | [ 15 ] |
| 1900 | 71.146    | [ 16 ] |
| 1910 | 75.673    | [ 16 ] |
| 1925 | 82.305    | [ 9 ]  |
| 1939 | 88.274    | [ 9 ]  |

## Landräte
- 1743–174600Franz Josef von Schultzendorff[4]
- 1746–174800Carl Erdmann von Lichnowsky und Woschtitz[4]
- 1749–175200Heinrich Gotthard von Naefe[4]
- 1752–177000George Franz von Trach[4]
- 1770–179700Johann Nepomuk von Schipp und Branitz[4]
- 1797–180800Ernst Gottlieb Sigismund von Heugel[4]
- 1813–182400Friedrich Otto Josef von Lange
- 1824–184400d’Elpons
- 1844–184800Carl von Richthofen
- 1848–188200Eduard Himml
- 1882–188300Wentzel (kommissarisch)
- 1883–188700Ernst Adam von Heydebrand und der Lasa
- 1887–188800Reinhold von Borstell (1855–1926) (kommissarisch)[17]
- 1888–191900Max Spieller von Hauenschild
- 1919–192100Hans Deloch
- 19210000000Herbert Suesmann (vertretungsweise)
- 1921–193300Paul Bleske
- 1933–194200Fritz Bischoff
- 1942–194500Zimperich (vertretungsweise)

## Kommunalverfassung
Der Kreis Cosel gliederte sich in die Stadt Cosel, in Landgemeinden und in Gutsbezirke. Mit Einführung des preußischen Gemeindeverfassungsgesetzes vom 15. Dezember 1933 gab es ab dem 1. Januar 1934 eine einheitliche Kommunalverfassung für alle preußischen Gemeinden. Mit Einführung der Deutschen Gemeindeordnung vom 30. Januar 1935 trat zum 1. April 1935 im Deutschen Reich eine einheitliche Kommunalverfassung in Kraft, wonach die bisherigen Landgemeinden nun als Gemeinden bezeichnet wurden. Eine neue Kreisverfassung wurde nicht mehr geschaffen; es galt weiterhin die Kreisordnung für die Provinzen Ost- und Westpreußen, Brandenburg, Pommern, Schlesien und Sachsen vom 19. März 1881. 

## Gemeinden

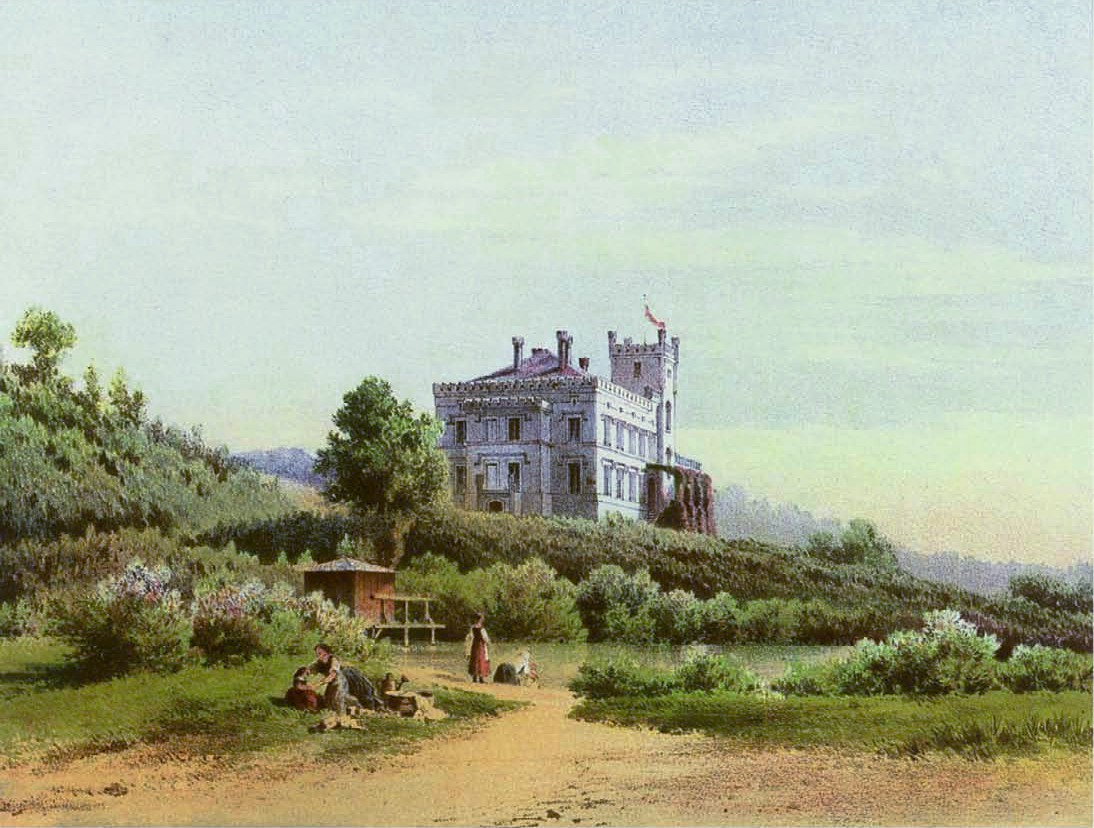
Schloss Groß Grauden

Der Kreis Cosel umfasste 1928 eine Stadt und 98 Landgemeinden:
| - Alt Cosel - Autischkau - Birawa - Birken - Bitschinitz - Blazeowitz - Borislawitz - Chrost - Cosel, Stadt - Czienskowitz - Czissek - Czissowa - Dembowa - Dobischau - Dobroslawitz - Dzielau - Dzielnitz - Dziergowitz - Fischerei - Gieraltowitz - Gnadenfeld - Goschütz - Groß Ellguth - Groß Grauden - Groß Neukirch | - Groß Nimsdorf - Grötsch - Grzendzin - Heinrichsdorf - Jaborowitz - Jakobsdorf - Jakobswalde - Januschkowitz - Juliusburg - Kamionka - Kandrzin - Karchwitz - Klein Althammer - Klein Ellguth - Klein Grauden - Klein Nimsdorf - Klodnitz - Kobelwitz - Komorno - Koske - Kostenthal - Krzanowitz - Kuschnitzka - Landsmierz - Lanietz | - Lenartowitz - Lenkau - Lenschütz - Libischau - Lichinia - Lohnau - Matzkirch - Mechnitz - Medar-Blechhammer - Mierzenzin - Miesce - Militsch - Millowitz - Mistitz - Nesselwitz - Niesnaschin - Ortowitz - Ostrosnitz - Pawlowitzke - Pickau - Pirchwitz - Poborschau - Podlesch - Potzenkarb - Przeborowitz | - Przewos - Radoschau - Raschowa - Reinschdorf - Rogau - Rokitsch - Roschowitzdorf - Roschowitzwald - Rzetzitz - Sackenhoym - Sakrau - Slawentzitz - Stöblau - Suckowitz - Teschenau - Trawnig - Tscheidt - Urbanowitz - Vorsicht - Warmunthau - Wiegschütz - Wielmirzowitz - Wittoslawitz - Wronin |

Zum Kreis gehörte außerdem der gemeindefreie Forstgutsbezirk Hohenlohewald.
Eingemeindungen bis 1939
| - Bitschinitz, am 30. September 1928 zu Stöblau - Fischerei, am 1. April 1937 zu Cosel - Gnadenfeld II (Pawlowitzke), am 1. April 1938 zu Gnadenfeld - Grenzburg (Grzendzin), am 1. Oktober 1937 zu Grenzen - Groß Ellguth, am 1. April 1937 zu Neusiedel - Hirschgraben (Lanietz), am 1. Oktober 1937 zu Grenzen - Kuschnitzka, am 1. Juli 1933 zu Kandrzin - Lindenhag (Wielmirzowitz), am 1. April 1937 zu Oderhain - Millowitz, am 31. Januar 1936 zu Groß Neukirch - Mühlengrund (Suckowitz), am 1. April 1939 zu Rosengrund - Pirchwitz, am 1. Juli 1933 zu Krzanowitz - Raschowa, am 30. September 1928 zu Raschowa-Rokitsch | - Riedgrund (Rzetzitz), am 1. April 1938 zu Gnadenfeld - Rogau, am 1. April 1937 zu Cosel - Rokitsch, am 30. September 1928 zu Raschowa-Rokitsch - Schwerfelde (Czienskowitz), am 31. Januar 1936 zu Groß Neukirch - Stöblau, am 1. April 1939 zu Rosengrund - Teilbach (Dzielau), am 1. Oktober 1937 zu Grenzen - Unterwalden (Podlesch), am 1. April 1937 zu Schönblick - Vierraben (Wronin), am 1. Oktober 1937 zu Grenzen - Vorsicht, am 1. April 1938 zu Gnadenfeld - Warmunthau, am 1. April 1938 zu Gnadenfeld - Wiesenstein (Wittoslawitz), am 1. Oktober 1937 zu Grenzen |

## Ortsnamen
Im Jahre 1936 und vereinzelt auch schon früher fanden im Kreis Cosel umfangreiche Änderungen und Eindeutschungen von Ortsnamen statt:
| - Birawa → Reigersfeld - Blaseowitz → Altweiler - Borislawitz → Saßstädt - Brzezetz → Birken (1926) - Chrost → Schönhain O.S. - Czienskowitz → Schwerfelde - Czissek → Friedenau O.S. - Czissowa → Dünenfeld - Dembowa → Eichungen - Dobischau → Hochmühl O.S. - Dobroslawitz → Ehrenhöhe - Dzielau → Teilbach - Dzielnitz → Füllstein - Dziergowitz → Oderwalde - Gieraltowitz → Gerolsdorf - Goschütz → Meisenbusch - Grzendzin → Grenzburg - Grzendzin → Grenzburg - Jaborowitz → Holderfelde - Januschkowitz → Oderhain - Kamionka → Steinbirn | - Kandrzin → Heydebreck O.S. - Karchwitz → Neusiedel - Komorno → Altenwall - Koske → Hohenflur - Krzanowitz → Langlieben - Landsmierz → Neudeich - Lanietz → Hirschgraben - Lenartowitz → Waldbrücken - Lenkau → Wolfswiesen - Libischau → Liebenbach - Lichinia → Lichtenforst - Medar-Blechhammer → Blechhammer - Mierzenzin → Maßdorf - Miesce → Luisental O.S. - Mistitz → Schönblick - Niesnaschin → Scheinau - Ortowitz → Rehwalde O.S. - Ostrosnitz → Schneidenburg - Pawlowitzke → Gnadenfeld II - Poborschau → Eichhagen O.S. - Podlesch → Unterwalden | - Polnisch Neukirch → Groß Neukirch (1923) - Potzenkarb → Rodemark - Przeborowitz → Herberstein - Przewos → Fährendorf - Radoschau → Drosselschlag - Raschowa-Rokitsch → Mittenbrück - Roschowitzdorf → Gräfenstein - Roschowitzwald → Eichrode - Rzetzitz → Riedgrund - Sakrau → Rosengrund - Slawentzitz → Ehrenforst - Suckowitz → Mühlengrund - Trawnig → Grünweide - Tscheidt → Maxwaldau - Urbanowitz → Kreuzlinden - Wiegschütz → Neumannshöh - Wielmirzowitz → Lindenhag - Wittoslawitz → Wiesenstein - Wronin → Vierraben |